# Xiongkou (köpinghuvudort i Kina, Hubei Sheng, lat 30,31, long 112,78)
Xiongkou är en köpinghuvudort i Kina. Den ligger i provinsen Hubei, i den centrala delen av landet, omkring 150 kilometer väster om provinshuvudstaden Wuhan. Antalet invånare är 44 443. Befolkningen består av 22 017 kvinnor och 22 426 män. Barn under 15 år utgör 12,0 %, vuxna 15-64 år 78 %, och äldre över 65 år 8,0 %.
Runt Xiongkou är det ganska tätbefolkat, med 248 invånare per kvadratkilometer. Närmaste större samhälle är Qianjiang, 16,9 km nordost om Xiongkou. Trakten runt Xiongkou består till största delen av jordbruksmark.
Genomsnittlig årsnederbörd är 1 358 millimeter. Den regnigaste månaden är april, med i genomsnitt 208 mm nederbörd, och den torraste är december, med 21 mm nederbörd.